# Symphony No. 1
Symphony No. 1 is een poging van Joe Jackson om een instrumentaal album te maken. Eerder probeerde hij dit al met het klassieke album Will Power. Will Power werd geen succes. 
Ook combineerde hij al eerder klassiek met lichte muziek als met de albums: night music (1994) en  Heaven and Hell (1997). Heaven and Hell leek het meest gewaardeerd door het publiek.
Symphony No. 1 werd bekroond met een grammy voor "Best Pop Instrumental Album". Het was onder andere zo geslaagd door medewerking van musici zoals gitarist Steve Vai. 
Joe Jackson slaagde er met Symphony No. 1 ook in vier stukken een geheel te laten vormen. 
Het album heeft wel de klassieke vier "mouvements" vorm. Maar toch distantieert deze symfonie zich van andere symfonieën door de bijzondere uitvoering. Zoals Joe Jackson zelf in the liner notes zegt: "on the eve of the 21st century, a piece which was symphonic in structure surely didn't have to be written for a 19th-century orchestra to qualify as a symphony."